# Enrico Malizia
Enrico Malizia (* 31. März 1926 in Rom; † vor oder am 16. Januar 2025) war ein italienischer Toxikologe und Autor.

## Wirken
Malizia bekleidete eine Professur für Toxikologie an der Universität La Sapienza in Rom und hat dort das Poison Control Center an der Policlinico Umberto I gegründet. Er ist Verfasser von etwa 300 wissenschaftlichen Publikationen und einigen Büchern. Er forschte u. a. zu dem Themenkreis "Hexen, Zauberer und Alchemisten". Beeinflusst haben ihn hierbei die Werke des Malers Hieronymus Bosch. Er war Vize-Präsident der Vereinigung l'Albero del Sapere. Sein Werk Le droghe wurde im Rahmen der Buchreihe Biblioteca del Sapere Newton von Newton Compton herausgegeben.

## Würdigungen
Malizia wurde zum Ehrendoktor der medizinischen Fakultät der belgischen Universität Gent und der Seton Hall University in New Jersey ernannt. Er war Ehrendirektor der Rivista di Clinica Terapeutica und der italienischen Rivista Italiana di Tossicologia. In Italien wurde ihm die goldene Verdienstmedaille des Gesundheits- und öffentlichen Bildungswesens (Medaglia d'oro al Merito della Sanità e della Pubblica Istruzione) verliehen.

## Werke
- Liebestrank und Zaubersalbe – Gesammelte Rezepturen aus alten Hexenbüchern, Orbis-Verlag 2002 – Sonderausgabe. ISBN 3-572-01309-7
- Das Hexenrezeptbuch. Goldmann München, 1. Auflage 2000. ISBN 3-442-21538-2
- Zus. mit Hilde Ponti: Hexenrezepte für Liebe und Verführung, Goldmann Taschenbuchverlag, München, 1. Auflage 2001. ISBN 3-442-21596-X
- Zus. mit Hilde Ponti: Halloween. Storia, tradizione, divertimenti e travestimenti, Edizioni Mediterranee August 2002. ISBN 88-272-1461-5
- Zus. mit Hilde Ponti: A tavola con le streghe. 100 ricette gastronomiche per sedurre. Edizioni Mediterranee Oktober 1998. ISBN 88-272-1233-7
- Viagra. La sconfitta dell'impotenza. Uso corretto e senza rischi, Edizioni Mediterranee 1999. ISBN 978-88-272-1279-0
- HIERONYMUS BOSCH, Pittore insigne nel crepuscolo del Medioevo – stregoneria, magia, alchimia, simbolismo Prima Edizione 2015, Seconda Edizione 2016, Terza Edizione 2017
- PENSIERI NASCOSTI NELLE COSE: La Memoria, LAS Angelicum University Press Roma Pubblicato 2014
- Gli Gnomi: Miti, Leggende e Segreti, Edizioni NEMAPRESS ISBN 978-88-7629-093-0
- TRATTATO COMPLETO DEGLI ABUSI E DELLE DIPENDENZE, VOLUME 1, PICCIN, Pubblicato 2003
- TRATTATO ENCICLOPEDICO DI ANESTESIOLOGIA RIANIMAZIONE TERAPIA INTENSIVA, VOLUME VI: RIANIMAZIONE E TERAPIA INTENSIVA, EDITORE PICCIN, Pubblicato 2002
- L'OMEOPATIA, EDIZIONI TEKNOS, pubblicato nel 1996
- LE DROGHE, NEWTON COMPTON EDITORI, Prima Edizione 1982, Seconda Edizione 1997, Terza Edizione 2006
- IL VIAGGIO FANTASTICO DI HIERONYMUS BOSCH, CA. DI. GE. Edizioni D'arte, Pubblicato nel 1990
- COCA E COCAINA, NEWTON COMPTON EDITORI, Pubblicato nel 1986
- L'AIDS, IL SAPERE, NEWTON COMPTON EDITORI, Pubblicato nel 1988
- DROGA '80, ED. MEDICO SCIENTIFICHE: TORINO, Pubblicato nel 1980
- Con H. Ponti: "MAGICO MOZART", EDIZIONI INTERNAZIONALI DEL GRILLO, Pubblicato nel 1978
- GLI SQUILIBRI IDRICO – ELETTROLITICI, ED: LUIGI POZZI, Pubblicato nel 1955